# 安提頓號航空母艦
安提頓號航空母艦（USS Antietam CV-36）是一艘隸屬於美國海軍的航空母艦，為艾塞克斯級航空母艦的十八號艦，在非官方上亦是長艦體艾塞克斯級的八號艦。她是美軍第二艘以安提頓為名的軍艦，紀念南北戰爭馬里蘭會戰的安提頓戰役；該戰役為美國本土戰爭中死亡人數最多的單日戰事。
安提頓號在第二次世界大戰期間建造，並在1944年下水，於1945年初服役，但直到日本投降，安提頓號都未有作戰，一直留在後方。戰後安提頓號一度退役封存，在韓戰爆發後重新服役，作一次韓戰巡航，並在期間重編為攻擊航母（CVA-36）。韓戰後安提頓號編入大西洋艦隊，並在1952年率先加建了實驗性的斜角飛行甲板。此設計後來應用到艾塞克斯級的SCB-125改建，以及所有美國新建的航空母艦。1953年安提頓號再編為反潛航母（CVS-36），並在1957年起在彭薩科拉作訓練航母。1963年安提頓號再次退役，於1973年除籍，並在1974年出售拆解。

## 建造與戰後服役

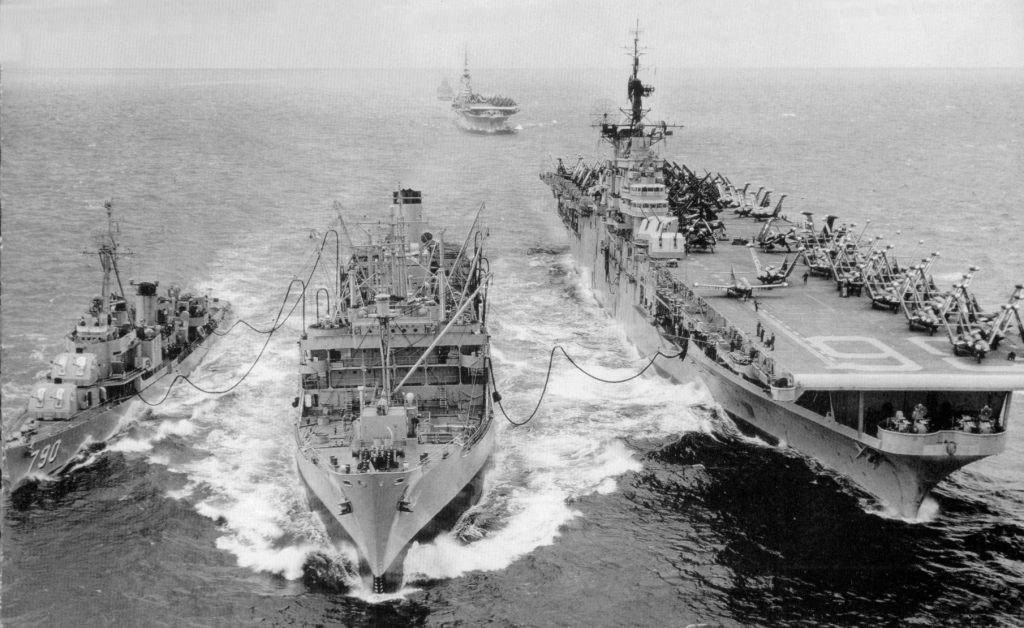
韓戰期間，安提頓號與一艘驅逐艦正在補油。後方為艾塞克斯號。

安提頓號於1943年5月15日於費城造船廠（Philadelphia Naval Shipyard）開始建造，為第一艘於該處建造的艾塞克斯級。1944年8月20日，安提頓號下水，並在1945年1月28日服役。3月2日，安提頓號到外海試航，先於5日抵達諾福克漢普頓錨地，再在稍後前往加勒比海，先後途經千里達等地，於4月28日返抵費城。
5月19日，安提頓號離開費城，經巴拿馬運河，在6月10日抵達聖地牙哥。補給後安提頓號前往中太平洋，於19日抵達珍珠港，並安裝額外防空炮。此時美軍第三艦隊正攻擊日本本土，航空母艦經常因神風自殺飛機攻擊而受損撤退，但安提頓號未有趕赴前線，而是留在珍珠港及夏威夷海域訓練機師。7月19日，安提頓號到近海訓練使用防空炮，期間一枚五吋防空炮彈在發射後於炮口爆炸，造成兩死16人受傷，並在甲板引起小火，燒毀20架飛機。
8月12日，安提頓號終於起程往西太平洋。三日後日本投降，戰爭結束，安提頓號無緣參與。19日安提頓號抵達埃尼威托克，並與在該處待命的無畏號一同停泊。21日，安提頓號、無畏號與卡伯特號等一同前往日本，以參與日本於東京灣的投降儀式。由於內部機件故障，安提頓號於26日到關島稍作檢修，並因此無法參與受降儀式；30日安提頓號抵達沖繩島。
9月1日，無畏號與卡伯特號由日本前來會合安提頓號，一同前往中國，並在海面以防空炮掃除水雷。9月2日，安提頓號派飛機到上海上空巡邏；又於3日到黃海掃雷。4日安提頓號派飛機到朝鮮半島執勤，再於13日抵達沖繩。15日颱風艾黛吹襲沖繩，安提頓號則出海避風。海上翻起大浪，令安提頓號入水，但艦體損毀輕微。27日安提頓號再次離開沖繩，並在29日抵達天津，派飛機支援美軍登陸，以協助民國政府接管日佔土地。
10月5日，安提頓號在黃海下錨；而無畏號則在7日離開分隊，由拳師號接替。15日安提頓號前往關島，於21日抵達。31日安提頓號再次離港，於11月5日至6日在天津休假；又於9日在上海海域巡邏，並派飛機到天津、上海及臨安市等地至15日，於19日返抵青島。
12月1日，安提頓號與拳師號一同前往東京灣，並在6日於海上與拳師號模擬交戰，在8日抵達橫須賀。17日安提頓號到外海執勤四日，然後在橫須賀渡聖誕及新年。
1946年1月3日，安提頓號離開日本，在9日抵達塞班島。稍後安提頓號在關島附近執勤，最後在25日返回塞班島，並在28日於島上慶祝服役一周年。
1月31日，安提頓號前往馬尼拉，於2月9日抵達。2月15日，安提頓號到雷伊泰灣的薩馬海演習，於23日返抵塞班島。稍後安提頓號多次往返塞班島與關島，直到4月25日才改道香港休假，於5月1日抵達。6日安提頓號再次前往沖繩，又在稍後到青島。6月12日，安提頓號再次前往關島，然後預備返國，在8月19日返抵美國西岸，在稍後進入三藩市船廠（Hunters Point Naval Shipyard）。11月20日，安提頓號在船廠意外爆炸，造成一死34人受傷。
1947年3月31日，安提頓號再次前往西太平洋執勤，並先前往珍珠港。4月27日，堅達（Samuel P. Ginder）指揮的第38特遣艦隊離港，當中包括安提頓號與旗艦香格里拉號，前往澳洲悉尼訪問，於5月18日抵達。稍後堅達將旗艦轉到安提頓號，繼續在西太平洋執勤；而香格里拉號則啟程返國，預備退役。6月6日，安提頓號途經特魯克，然後前往馬尼拉，於7月1日抵達。稍後安提頓號先於8月14日到橫須賀，再於29日抵達青島，稍作警備，然後啟程返國。10月8日返抵聖地牙哥。1949年6月12日，安提頓號退役，並在阿拉米達封存。

## 韓戰

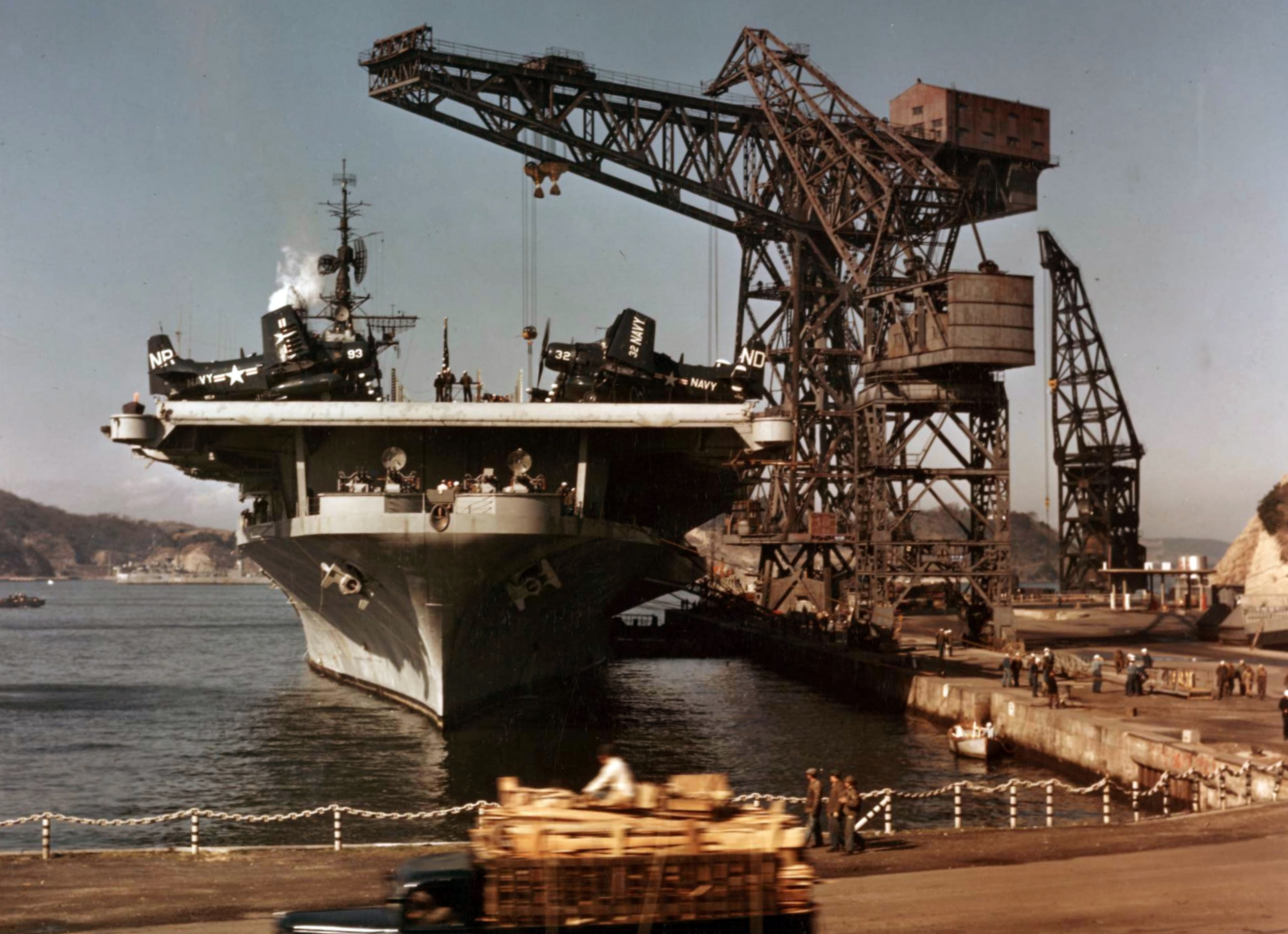
韓戰期間，安提頓號在橫須賀休整，碼頭的吊臂正將飛機運到艦上。

1950年6月25日，北韓軍隊越過三八線，突襲南韓，韓戰爆發。12月6日，海軍開始預備將安提頓號重新服役，以增加在役的航空母艦。1951年1月17日，安提頓號正式重返現役，並在西海岸進行試航及訓練，準備前往西太平洋。
9月8日，安提頓號離開阿拉米達，途經聖地牙哥及珍珠港等地，在10月4日抵達橫須賀，並與拳師號的人員交流。10月11日，安提頓號離港，前往會合美國艦隊，並在海上迴避颱風路德（Typhoon Ruth）。15日安提頓號與第77特遣艦隊會合，艦隊其時由旗艦好人理查號、艾塞克斯號及新澤西號等組成；同日颱風路德登陸日本，並貫穿九州、四國及本州，吹襲佐世保市軍港，造成嚴重破壞。安提頓號等航空母艦集中切斷北韓的鐵路、偶爾亦作密接支援。11月4日，安提頓號先後發生兩次飛行意外。清晨5時，一架A-1因左弦彈射器故障而墮海，但未有傷亡；上午9時45分，一架F9F降落失敗，並在甲板高速滑行，避過所有攔截網，最後撞入飛機停泊區，造成四人死亡，十人受傷，七架飛機受損。由於安全及天氣問題，當日安提頓號終止所有飛行作業，直到8日恢復。14日安提頓號到橫須賀維修，於16日抵達。
11月26日，安提頓號與威斯康辛號一同離港，於28日與艦隊會合。艦隊依舊以切斷鐵路為首要任務，並每日派飛機到元山港口，偶爾亦夜襲北韓補給線。12月11日，安提頓號與艾塞克斯號聯合攻擊北韓多處補給線，並切斷937段鐵路。12月28日安提頓號返回橫須賀休整，於31日抵達。
1952年1月16日，安提頓號離開橫須賀，並在18日與艦隊會合。艦隊任務依舊，繼續以切斷北韓鐵路為目標。2月6日安提頓號再到橫須賀，於9日抵達。
2月18日，安提頓號再次離港，於20日與艦隊會合。美軍繼續猛烈攻擊各地鐵路網；而志願軍及北韓軍隊則日夜搶修。3月19日安提頓號前往橫須賀，於21日抵達。稍後安提頓號啟程返國，於5月2日返抵西岸，結束韓戰巡航。

## 斜角飛行甲板

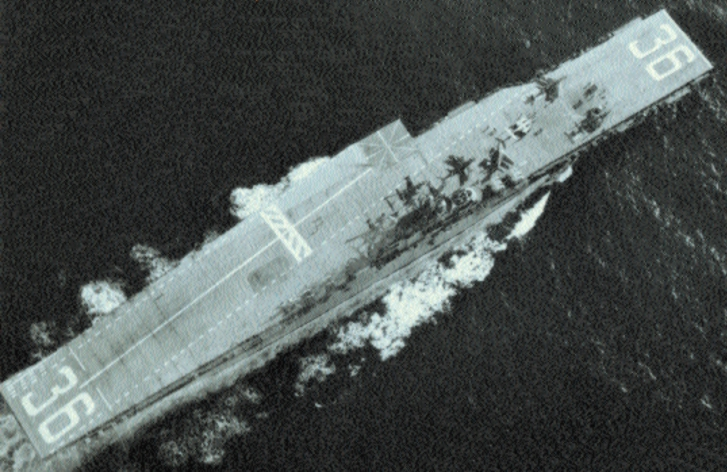
1950年代，安提頓號成為第一艘加建斜角飛行甲板的美國航空母艦。相片可見左舷升降台重置到斜角甲板末端；但靠近艦艉的升降台仍在中軸線上。稍後作SCB-125改建的艾塞克斯級，均將該升降台重置到右舷艦側，其甲板斜角亦較安提頓號大。

安提頓號返國後，一度再次編入後備艦隊封存。此前英國及美國海軍分別將勝利號及中途島號的飛行甲板重新塗漆，測試斜角飛行甲板，以改善飛行作業。由於效果顯著，美軍決定在安提頓號上加建斜角飛行甲板，作進一步測試。8月安提頓號橫越巴拿馬運河，在9月8日進入紐約布魯克林船廠，開始改建。期間10月1日，安提頓號被重編為攻擊航母，舷號改為CVA-36。
12月安提頓號完成改建。新斜角飛行甲板長525呎，由中軸線向左斜8度9分；左舷升降台重置到斜角飛行甲板末端。20日安提頓號開始預備到外海測試，並在1953年1月5日前往諾福克試航，於8日抵達，並先後搭載攻擊機及反潛機。12日至16日，安提頓號開始在近海作飛行測試，然後在諾福克搭載新一批飛機。19日安提頓號前往關塔那摩灣試航，期間繼續作飛行測試；23日至3月6日，安提頓號在海上作密集飛機起降，然後返回紐約船廠，於3月11日抵達。
3月12日至26日，安提頓號恢復在外海訓練，並在28至29日於諾福克換上另一批飛機。30日至4月12日，安提頓號再作密集測試，然後換上最後一批飛機，在13日至7月21日期間作最後測試，並向英國海軍展示飛行作業。由於效果顯著，美國海軍即時將斜角飛行甲板設計套用到建造中的福萊斯特級航空母艦；並預備改建其他艾塞克斯級及中途島級。海軍根據安提頓號的測試報告，將飛行甲板的斜角加大至10.5度；並將靠近艦艉的升降台移至右舷艦側。稍後作SCB-125改建的艾塞克斯級便採用了此方案。不過安提頓號未有重建飛行甲板，僅塗上新的斜軸，亦未有加建封閉艦艏，故此並不計算入SCB-125改建之列。

## 反潛航母

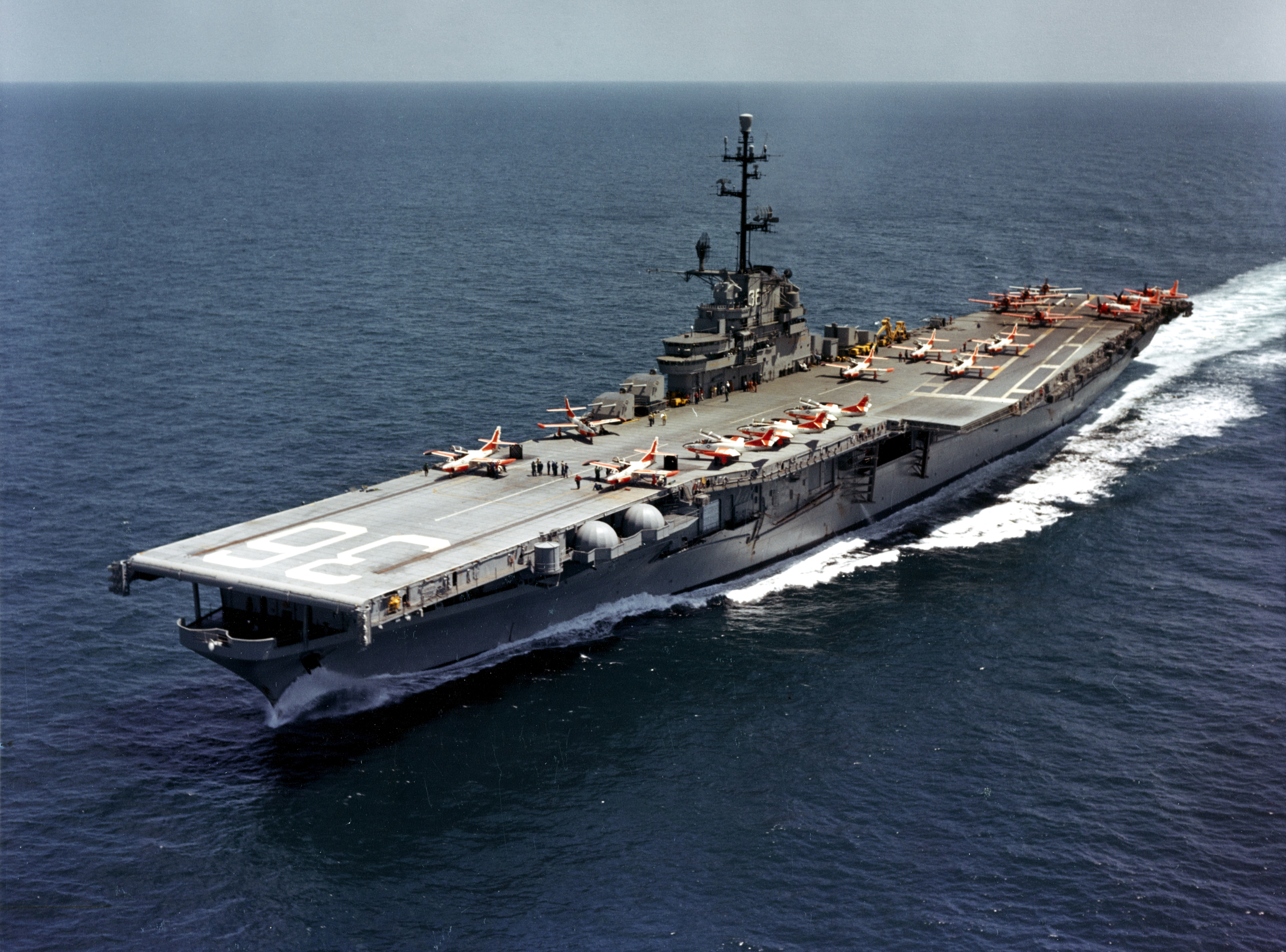
1961年4月19日，安提頓號在彭薩科拉近海訓練海軍機師，甲板上的飛機均塗上紅色，以示其為訓練機。

8月1日，安提頓號被重編為反潛航母，舷號改為CVS-36，並作相應改裝。稍後安提頓號留在羅得島州昆錫點海軍基地（Quonset Point）附近活動。
1955年1月5日，安提頓號首次前往地中海巡航，追蹤蘇聯潛艇，於3月15日返抵昆錫點，然後在美國東岸活動。1956年10月11日，安提頓號最後一次作遠洋巡航，到北大西洋與北約艦隊演習，並訪問西歐與北歐多個港口。期間蘇伊士運河戰爭爆發，安提頓號縮短在荷蘭訪問，離開鹿特丹，前往地中海警備，並到亞歷山大港撤走美國僑民。12月22日，安提頓號返抵昆錫點。

## 訓練航母
1957年4月21日起，安提頓號被派往彭薩科拉，以訓練海軍飛行員。其時彭薩科拉的水位尚淺，安提頓號無法進入，故此母港暫時設於梅港（Mayport），直到1958年海軍挖深海床後，安提頓號才在1959年1月將母港設在彭薩科拉。每年夏季，安提頓號均會搭載美國海軍學院的學員，到近岸考核訓練。
1961年5月4日，馬爾康·羅斯（Malcolm Ross）與維克托·普羅澤 （Victor Prather）乘坐氦氣球平流層實驗室五號（Strato-Lab V），在安提頓號甲板上升空，測試水星計畫的太空衣。氣球上升至34,668米，打破載人氣球飛行最高紀錄，並保持至今。9小時54分鐘後氣球在墨西哥灣濺落，直升機飛往救援。羅斯雖然滑倒，但成功扣緊吊索；而普羅澤則未能扣緊，在直升機起飛時跌入大海，並因太空衣入水而淹死。
同年9月及10月，哈蒂及卡拉兩個五級颶風分別吹襲美國及中美洲，安提頓號先後到德克薩斯州及伯利茲協助救援，並運載食品及藥物，稍後則繼續訓練機師。

## 結局
1962年10月23日，安提頓號前往費城船廠，預備退役；而訓練航母一職則由列星頓號接替。1963年5月8日，安提頓號退役，並在後備艦隊封存，直到1973年5月1日除籍，最終於1974年2月28日出售拆解。
韓戰期間，安提頓號獲得兩顆戰鬥之星。